# Cosmos 1074
Cosmos 1074 fue el nombre dado a una misión de prueba no tripulada de la cápsula Soyuz T.
Fue lanzada el 31 de enero de 1979 desde el cosmódromo de Baikonur mediante un cohete Soyuz. La órbita inicial tenía un perigeo de 195 km y un apogeo de 238 km, con una inclinación orbital de 51,6 grados y un período de 88,8 minutos. 
La duración del vuelo fue de 60,04 días, durante las que realizó diferentes maniobras orbitales, con un delta V total de 112 m/s.
La cápsula fue recuperada el 1 de abril de 1979. En su momento fue oficialmente un lanzamiento para investigar la atmósfera superior y el espacio exterior.